# Tradimento (reato)
In diritto penale, il tradimento è un crimine che riguarda una serie di atti di slealtà o infedeltà. L'autore del gesto è definito traditore.

## Storia
Storicamente "l’esecrazione del tradimento, con toni drammatici, costituisce la pezza d’appoggio principale per un programma sanzionatorio rigoroso. Il traditore si sottrae alla doverosa obedientia, manca alla fides, rompe il patto sociale, si pone al di fuori del consorzio umano.".
Negli ordinamenti antichi la persecuzione di questo reato seguiva una procedura tutta speciale (il tribunale ad hoc della perduellio, nell'antica Roma) e, in epoca imperiale, esso assumeva i caratteri del
crimen laesae maiestatis. Nel medio evo, un simile percorso può rinvenirsi nello schema della felonia, intorno alla quale "nasce il cas royal, ossia il caso sottoposto alla giurisdizione diretta del re perché coinvolgente la dignità regia e la funzione del re come custode supremo della pace, dell’ordine pubblico, in una parola dello stato: come si vede una tipologia quanto mai fluida ed eterogenea. Viene introdotto il droit de prévention, ossia il diritto di avocazione della giurisdizione regia anche per semplice inerzia della giurisdizione signorile".
In uno Stato di diritto, come quelli venutisi a creare in Occidente dal Settecento, il problema della tipicità della condotta nel reato politico - per evitare la repressione del dissenso - non ha impedito la sopravvivenza di alcune forme del reato, che per esempio si riferisce anche all'omicidio di figure di rango, quale il regicidio (atto definito alto tradimento).

## Italia
La legge italiana definisce vari tipi di reati che possono essere generalmente descritti come tradimento, anche se sono così tanti e così ben definiti che nessuno di loro si chiama semplicemente tradimento nel testo del Codice Penale. I tipi di tradimento sono raggruppati nel secondo libro, primo titolo del codice penale, sotto la voce Delitti contro la personalità dello Stato.
Gli articoli dal 241 al 274 sono delitti nel dettaglio contro l'internazionalizzazione dello Stato, visto come attentato alla sua integrità, indipendenza, e unità dello Stato (art. 241), ostilità nei confronti di uno Stato estero portando lo Stato italiano in pericolo di guerra (art. 244), la corruzione di un cittadino da parte di uno straniero contro gli interessi nazionali (art. 246), lo spionaggio politico o militare (art. 257), ecc...
Gli articoli dal 276 al 292 si riferiscono nel dettaglio alla parte interna della Repubblica, che comprendono i reati contro il Presidente della Repubblica Italiana (artt. 276-278), l'attentato terroristico-eversivo (art. 280) o contro la Costituzione (art.283), l'insurrezione armata contro lo Stato (art. 284), la devastazione, il saccheggio e la strage per attentare alla sicurezza dello Stato (art. 285), la guerra civile (art. 286), ecc...
Esistono anche altri reati riguardanti il tradimento, come la cospirazione politica mediante accordo (art. 304) o associazione (art. 305) o banda armata (art. 306).
Prima del 1948 per i reati del codice penale civile c'era la pena di morte, ora la pena massima è l'ergastolo. Successivamente, il 13 ottobre 1994, n. 589 ha disposto (con l'art. 1, comma 1) che "Per i delitti previsti dal codice penale militare di guerra e dalle leggi militari di guerra, la pena di morte e' abolita ed e' sostituita dalla pena massima prevista dal codice penale", dunque anche per i reati facenti parte del codice penale militare non è più attuabile la pena capitale, togliendola così definitivamente dall'ordinamento giuridico italiano.

## Stati Uniti d'America
Secondo la carta costituzionale statunitense, Articolo III Sezione 3, è considerato tradimento contro gli Stati Uniti "soltanto l'aver mosso guerra contro di essi, o l'aver appoggiato nemici degli Stati Uniti, fornendo loro aiuto e sostegno. Nessuno potrà essere dichiarato colpevole di tradimento se non su deposizione di due testimoni che siano stati presenti a uno stesso atto flagrante, ovvero quando la colpa sia confessata in pubblico processo". La pena per tradimento viene stabilita dal Congresso degli Stati Uniti, tuttavia questa non può comportare la "perdita di diritti ereditari per i discendenti, o confisca di beni se non durante la vita del colpevole".
L'Articolo IV Sezione 2 della costituzione sancisce che chiunque venga accusato di tradimento da uno Stato degli USA e venga trovato in un altro Stato, "sarà consegnato - su richiesta dell'organo esecutivo dello Stato da cui è fuggito - per essere trasferito nello Stato cui compete la giurisdizione per quel reato".
L'Articolo I Sezione 6 stabilisce che deputati e senatori non possono "essere arrestati durante la sessione delle rispettive Camere, mentre vi si recano o ne escono, salvo nel caso di tradimento [...]".
L'Articolo II Sezione 4 afferma che "Il Presidente, il Vicepresidente e tutti i titolari di cariche pubbliche negli Stati Uniti saranno destituiti dal loro ufficio qualora, in seguito ad accusa mossa dalla Camera, risultino colpevoli di tradimento [...]".